# Warner (Dakota del Sud)
Warner è un centro abitato (town) degli Stati Uniti d'America, situato nella Contea di Brown nello Stato del Dakota del Sud. La popolazione era di 457 persone al censimento del 2010. Fa parte dell'area micropolitana di Aberdeen.
La città prende il nome da Warren Tarbox, un primo colono.

## Geografia fisica
Warner è situata a 45°19′31″N 98°29′47″W.
Secondo lo United States Census Bureau, ha un'area totale di 0,28 miglia quadrate (0,73 km²).

## Società

### Evoluzione demografica
Secondo il censimento del 2010, c'erano 457 persone.

### Etnie e minoranze straniere
Secondo il censimento del 2010, la composizione etnica della città era formata dal 95,8% di bianchi, lo 0,4% di afroamericani, l'1,5% di nativi americani, lo 0,7% di asiatici, e l'1,5% di due o più etnie. Ispanici o latinos di qualunque etnia erano lo 0,9% della popolazione.